# オレクサンドル・ヤツェンコ
オレクサンドル・ヤツェンコ（Oleksandr Ivanovych Yatsenko、1985年2月24日 - ）は、ウクライナの元サッカー選手。元ウクライナ代表。ポジションはディフェンダー。

## 来歴
2005年10月にウクライナ代表デビュー。出場機会は無かったが、2006 FIFAワールドカップのメンバーにも選ばれた。

## 代表歴

### 出場大会
- ウクライナ代表
  - 2006 FIFAワールドカップ

### 試合数
- 国際Aマッチ 1試合 0得点（2005年）[1]

| ウクライナ代表 | 国際Aマッチ | 国際Aマッチ |
| 年             | 出場        | 得点        |
| -------------- | ----------- | ----------- |
| 2005           | 1           | 0           |
| 通算           | 1           | 0           |